# Aldeide salicilica
L'aldeide salicilica è un'aldeide aromatica. Insieme alla 3-idrossibenzaldeide e alla 4-idrossibenzaldeide, è uno dei tre isomeri dell'idrossibenzaldeide.
A temperatura ambiente si presenta come un liquido oleoso da incolore a giallo chiaro dall'odore caratteristico di mandorle amare. È una delle sostanze che compongono l'aroma del grano saraceno.
L'aldeide salicilica è precursore di una grande varietà di agenti chelanti.

## Produzione
L'aldeide salicilica viene prodotta per trattamento del fenolo con cloroformio in presenza di idrossido di potassio, secondo la reazione di Reimer-Tiemann:
nelle condizioni di reazione viene generato un diclorocarbene :CCl2 che è la specie elettrofila con cui reagisce il fenolo; gli atomi di cloro vengono successivamente allontanati per idrolisi alcalina.
In alternativa, viene prodotta per condensazione del fenolo o derivati con formaldeide per dare alcool idrossibenzilico, che viene poi ossidato ad aldeide.
In generale le salicilaldeidi possono essere preparate dal corrispondente fenolo mediante la reazione di Duff, o mediante trattamento con paraformaldeide in presenza di cloruro di magnesio e una base.

## Biologia
L'aldeide salicilica è una componente aromatica caratteristica del grano saraceno.
È anche uno dei componenti del castoreum, l'essudato prodotto dal castoro nordamericano e il castoro europeo, utilizzato in profumeria.
Inoltre, la salicilaldeide è presente nelle secrezioni difensive delle larve di diverse specie di coleotteri appartenenti alla famiglia dei Chrysomelina. Un esempio di coleottero che produce l'aldeide salicilica è il coleottero rosso Chrysomela populi.

## Reazioni e applicazioni
- L'ossidazione con perossido di idrogeno fornisce 1,2-diidrossibenzene (reazione di Dakin).[7]

- L'eterificazione con acido cloroacetico seguita da ciclizzazione da l'eterociclo benzofurano.[8]

- La salicilaldeide viene convertita in chelanti per condensazione con ammine.
- La condensazione aldolica con dietil malonato da la 3-carbetossicumarina (un derivato della cumarina).[9]